# Stewart Houston
Stewart Houston (Dunoon, 20 agosto 1949) è un allenatore di calcio, ex calciatore e talent scout scozzese.

## Palmarès

### Club

#### Competizioni nazionali
- Coppa d'Inghilterra: 2

Chelsea: 1969-1970
Manchester United: 1976-1977
- Campionato inglese di seconda divisione: 1

Manchester United: 1974-1975
- Charity Shield: 1

Manchester United: 1977
- Campionato inglese di quarta divisione: 1

Sheffield United: 1981-1982

#### Competizioni internazionali
- Coppa delle Coppe: 1

Chelsea: 1970-1971